# Hängeregistratur
Die Hängeregistratur ist eine Form der Schriftgutablage, in der die Schriftgutbehälter – meist Schnellhefter oder Loseblattmappen – mit Zweipunktaufhängung senkrecht hintereinander in Teleskopauszügen von Schränken oder Schreibtischen oder in Hängekörben hängen. Der Bearbeiter blickt von oben auf die Ablage und greift von oben zu. Eine andere Form hängender Registratur ist die lateral hängende Ablage, auch Pendelregistratur genannt, mit Blick von vorn auf die Schmalseiten und Zugriff von vorn. Allgemein werden in beiden Registraturarten Einzelakten aufbewahrt, wie sie beispielsweise im kaufmännischen Bereich bei der Bündelung von Unterlagen zu einem Geschäftsvorgang zusammengefasst werden. Sie wurde erstmals 1893 auf der Weltausstellung in Chicago, World’s Columbian Exposition, präsentiert.

## Arten von Schriftgutbehältern
Bei der vertikalen Form sind die Hefter, Mappen oder Sammler hintereinander angeordnet, verschiebbar anzubringende Tabs für Inhaltskennzeichnungen (A–Z bzw. Kurztexte) ermöglichen den Überblick. Die Pendelhefter und Pendelmappen werden nebeneinander hängend aufbewahrt, zum Betrachter hin sind Ordnungshinweise auf der zu ihm zeigenden Schmalseite (z. B. vermittels Aufsatzschiene für Beschriftungen) angebracht.
Die Schriftgutbehälter der vertikalen Hängeregistratur haben seitlich sog. „Hängenasen“. Sie bilden das linke und rechte Ende einer Metallschiene, die durch einen umgeklebten oder gehefteten Falz an der Oberseite geschoben wird. Hängehefter sind mit einer einzelnen Schiene ausgestattet, Mappen und Sammler mit jeweils einer Schiene am vorderen und am hinteren Deckel. Die Laufbreite der Hängeregistratur beträgt genau 333 mm. Hängemappen sind in erster Linie für die Aufnahme von Unterlagen im DIN-A4-Format ausgelegt, es werden aber auch andersformatige Mappen angeboten, beispielsweise für das Format A3 und Röntgenfilme.
Die normale Hängemappe besteht aus einem gefalteten Kartonblatt, ist seitlich offen und hängt mit dem Falz nach unten. Dieser Falz ist durch weitere Falzungen in diesem Bereich flexibel. Auf einer der beiden Hängeschienen können Reiter platziert werden.
Hängetaschen sind seitlich mit Leinenstreifen (sogenannten „Fröschen“) versehen und geschlossen. Nach einer Faustregel geht man bei Hängemappen von einer durchschnittlichen Füllstärke von 10 mm aus. Für umfangreichere Sammlungen werden Hängesammler mit eingelegtem Boden (Kunststoff oder eingeklebter starker Karton) und Einstellmappen für ein Füllvermögen von bis zu 60 mm angeboten.

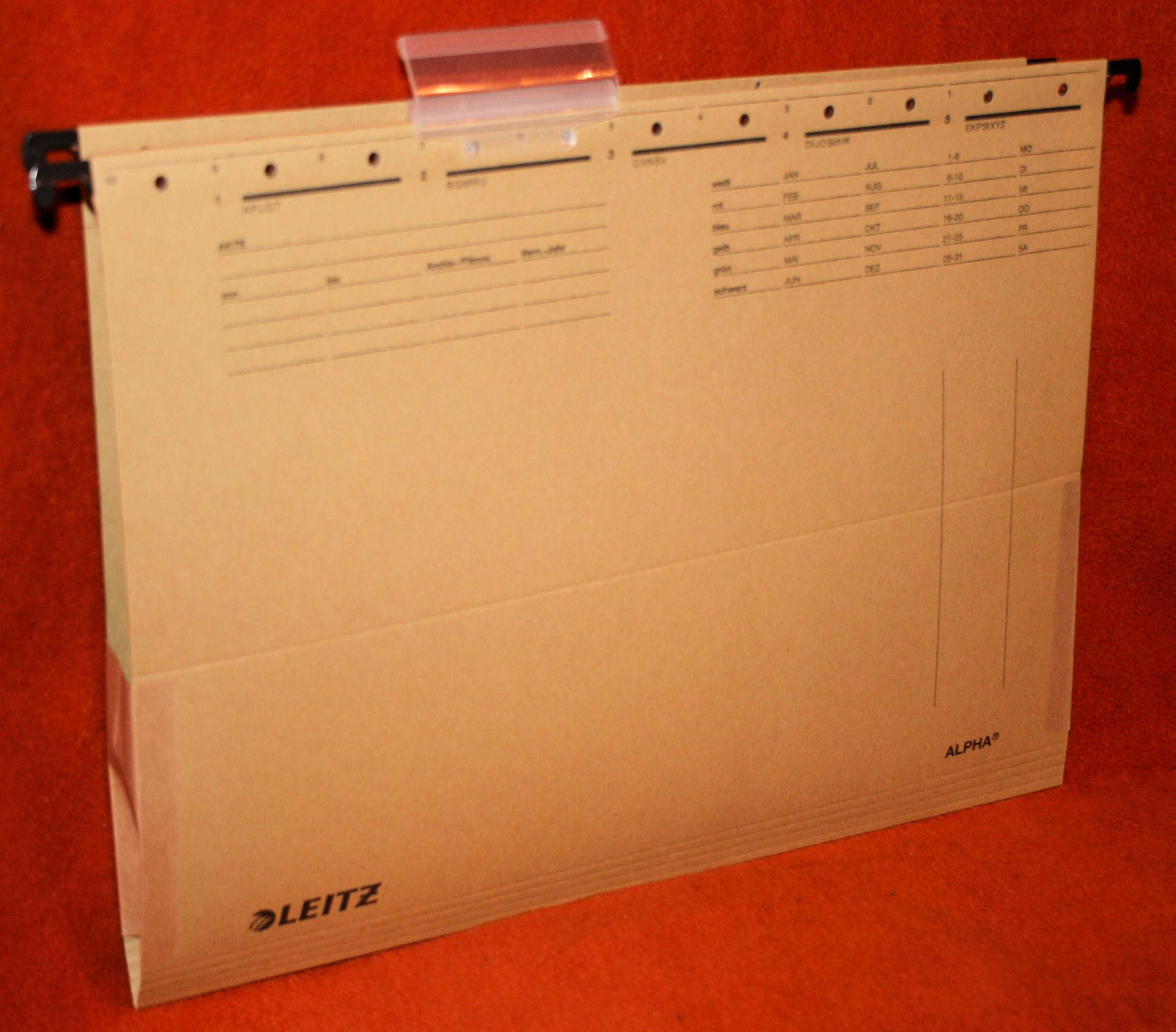
Hängetasche, seitlich geschlossen mit „Fröschen“

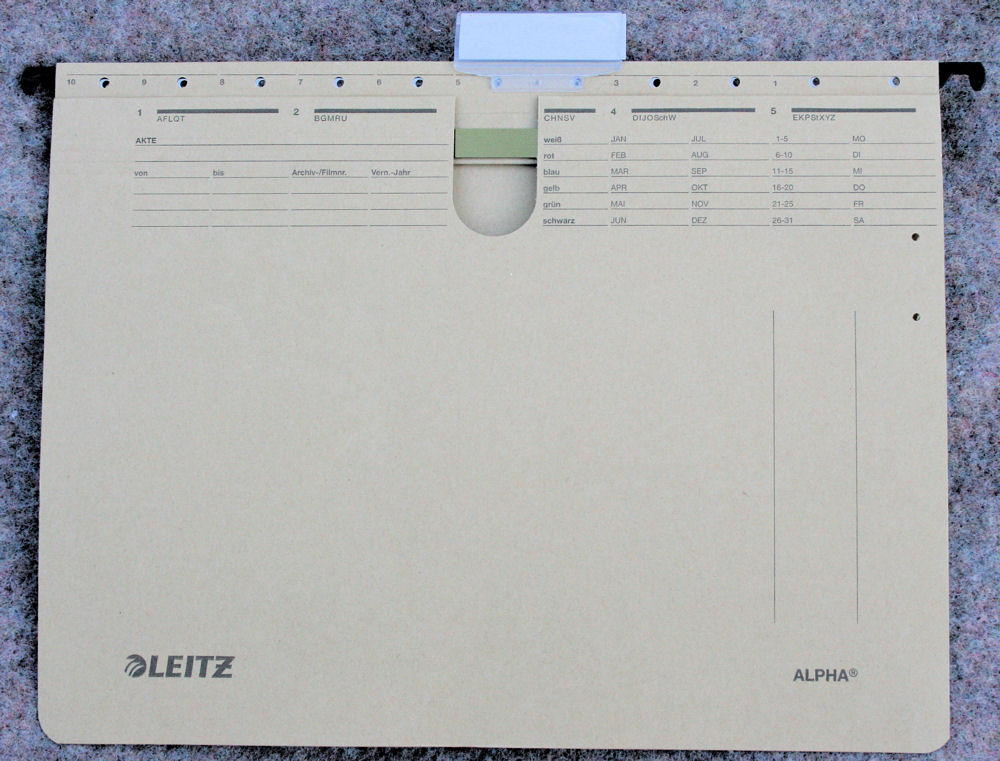
Hängehefter mit Vollsichtreiter zur Beschriftung

Hängehefter werden wie normale Schnellhefter genutzt, sind aber mit einer Hängeschiene ausgestattet. Speziell für diese Anwendung produzierte Schnellhefter haben innerhalb einer Markenserie den gleichen Aufdruck wie Hängesammler. Normale Plastik-Schnellhefter werden von verschiedenen Anbietern am Rücken oft mit einer Einschubvorrichtung für Hängenasen versehen. Eine detaillierte Organisationsleiste ist dann nicht vorhanden.
Hängeordner sind nutzbar wie normale Aktenordner, das Griffloch zum Ziehen der Akte ist in der Mitte des Rückens angebracht. Die Einhängehaken, aus Kunststoff oder Metallblech, sind klappbar, damit der Ordner auch stehend aufbewahrt werden kann.
Die vertikale Hängeregistratur ist im Gegensatz zur lateralen in erster Linie für die rationelle Bearbeitung laufender Vorgänge geeignet. Die Mappen, Hefter und Ordner können in geeigneten Schubladen des Schreibtisches in Griffnähe der Sachbearbeitung untergebracht werden. Der Zugriff auf die offenen Mappen von oben erleichtert Entnahme und Zwischenablage von Dokumenten. Organisationshinweise wie Inhalt und Terminierungen befinden sich zum Beispiel in Form von Reitern übersichtlich an der oberen Kante des Arbeitsmittels. Aktenschränke mit Flügeltüren bzw. Auszugschubladen und Regale sind im Allgemeinen auf maximal vier Etagen übereinander eingerichtet, um die Übersicht noch zu gewährleisten. Was darüber hinausgeht, ist speziell bei aktueller Bearbeitung weniger im Blickfeld angeordnet. Die Hängeregistratur ist für endgültige Archivierungen deshalb nur bedingt geeignet. Auch aus konservatorischen Gründen werden Akten bei der endgültigen Archivierung meist aus den Hängeregistermappen entnommen, da sich die aufrecht stehenden Einzelblätter mit der Zeit wellen können oder zerknickt werden.

## Vertikale Hängeregistraturen
Die meist aus Manilakarton bestehenden Hängemappen sind serienmäßig mit auf einer Schiene verschiebbaren durchsichtigen Kunststoffreitern an der Oberseite versehen. Diese können an einem aufgedruckten Raster gestaffelt verschoben werden und enthalten Kartoneinlagen für die Beschriftung. So sind viele Mappen hintereinander gut erkennbar.
Hängemappen sind am Falz (Hängehefter) oder am Vorderdeckel (Hängemappe) mit einem Organisationsaufdruck versehen. Er kann zusätzlich zum Fensterreiter mit Inhaltsangabe für Markierungen mit farbigen flachen Kunststoffreitern genutzt werden. Mehrere Hersteller bieten Leisten über die volle Breite an, die einen Papierstreifen z. B. mit Monats- und Tagesangaben für Terminierungen aufnehmen können. Monats- und Tagesangaben lassen sich mit kleinen farbigen Plastikschiebern markieren. Auf solche Leisten kann je nach System ein Sichtreiter mit Inhaltshinweisen gesteckt werden.
Hängemappen ermöglichen den einfachen Zugriff auf Akten für laufende Bearbeitung am Arbeitsplatz. Die Verwendung von oben offenen Hängemappen ohne Heftzungen ermöglicht bei der Arbeit schnellen Zugriff auf Dokumente bzw. die schnelle Zwischenablage.
In einer Schreibtischschublade können bei normaler Füllung hintereinander etwa 80 Mappen Platz finden. Für die Arbeitsplatzregistratur werden oft zusätzlich rollbare Hängewagen genutzt.

## Laterale Hängeregistraturen

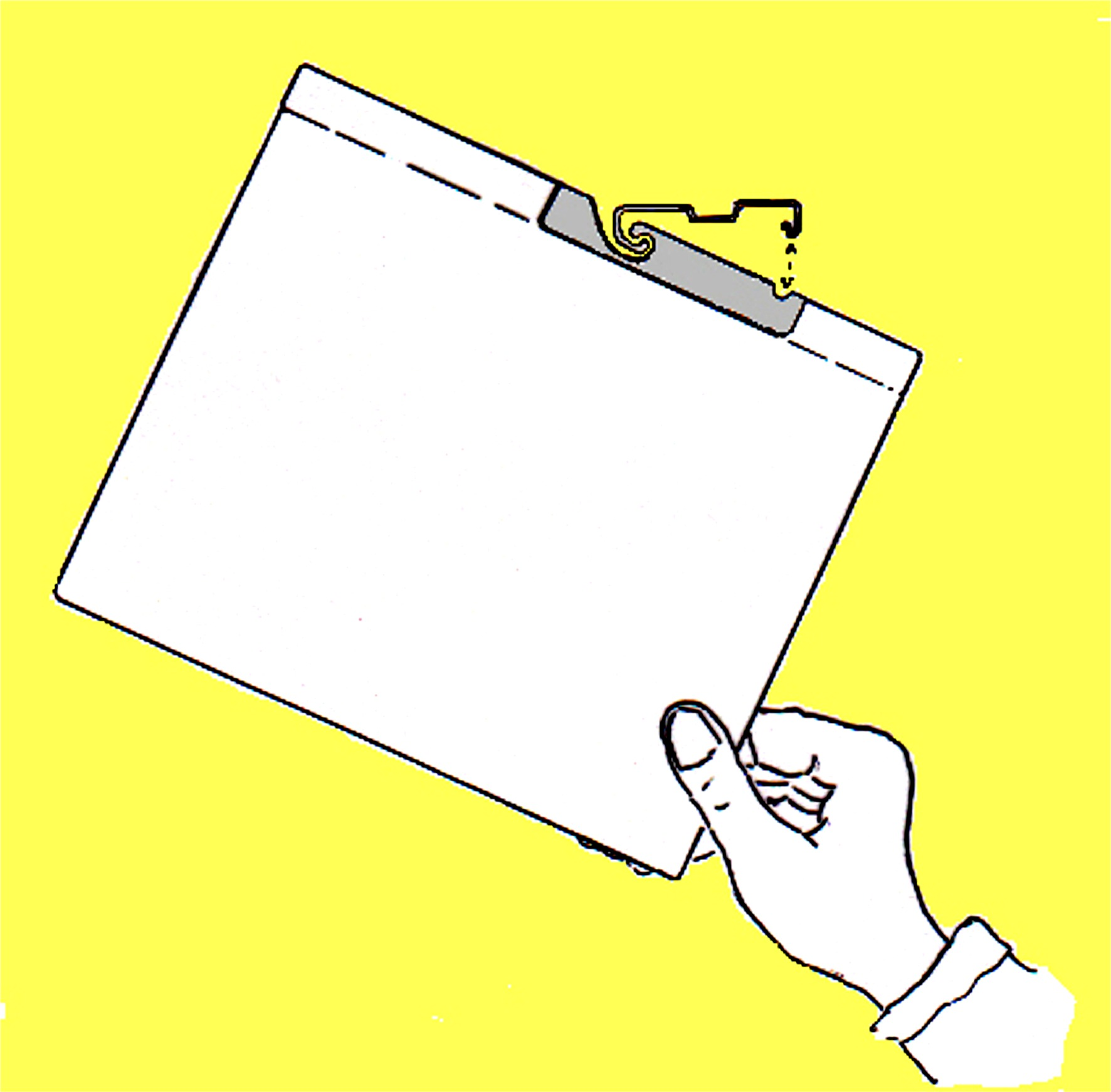
Einhängen eines Pendelhefters in die Pendelstange (Diese Seite ist in Wirklichkeit durch die Schrankwand verdeckt.)

Die lateralen Schriftgutbehälter der Pendelregistratur werden nicht auf seitlich herausragenden „Nasen“ auf Schienen geführt. Sie sind mit einem zentral angebrachten Pendelbeschlag versehen, der die Aufhängung auf eine zum Betrachter hin quer verlaufende Schiene bzw. Pendelstange ermöglicht. Dadurch schaut der Bearbeiter von vorn auf die Schmalseite. Hier lassen sich auch Organisationshilfen (Beschriftung, Terminierung usw.) anbringen. Im Gegensatz zur vertikalen Hängeregistratur können bis zu sieben Ebenen übereinander angeordnet werden. Die Aktenschränke und -regale mit den fest montierten Schienen der lateren Ablage bieten zwar eine schlechtere Übersicht als die Schubladen- und Auszugsysteme der vertikalen Hängeregistratur, sind aber wesentlich preisgünstiger. Außerdem nutzen sie die Grundfläche in einem Raum besser aus, weil der Auszugsraum vor den Schränken entfällt. Pendelregistraturen sind für Altablagen deshalb besser geeignet. Die bei der vertikalen Hängeregistratur auftretende, je nach Inhalt eines Auszuges erhebliche Gewichtsverlagerung entfällt systembedingt. Die Bezeichnung geht darauf zurück, dass nach dem Einhängen in die Führungsschiene die Organisationsmappe in die Ruhestellung pendelt.